# Кондилев мост
Кондилевият мост (на гръцки: Γεφύρι Κονδυλίδη) е стар каменен мост в Егейска Македония, Гърция, в кушнишкото село Мущени (Мустени).
Мостът е на река Кастанес, на 250 m над църквата, източно до Кондилевата къща.
Мостът е най-големият от четирите моста на селото и е построен в началото на XX век, вероятно в 1902 година, със средства както на местната община и на бея на Драма, на който е бил административно подчинен целият Кушнишки регион. В деня на неговото при откриването, християнската общност извършва освещаване от западната страна, докато мюсюлманската общност принася курбан теле от източната страна.
Перфектно издълбаните камъни на свода му образуват два реда, като вторият е леко издаден, а третият по-тънък увенчава останалите. За свързващ материал е използван хоросан. Мостът има ниски каменни парапети. Хоризонталната й палуба е павирана, което улеснява преминаването на пешеходци и превозни средства и до днес. През лятото е трудно различим поради гъстата зеленина на чинарите на потока. Дисонанс в естетиката му е синият тръбопровод, който е поставен от горната му страна.